# Nada Ludvig-Pečar
Nada Ludvig-Pečar (* 12. Mai 1929 in Sarajevo, Königreich der Serben, Kroaten und Slowenen; † 31. März 2008 in Wien, Österreich) war eine jugoslawische bzw. bosnische Komponistin und Musikprofessorin.
Sie war Klavierschülerin von Miroslav Špiler und Lucijan Marija Škerjanc. Noch vor Aufnahme ihres Studiums komponierte sie ihre ersten Stücke. Ab 1969 war sie Professorin an der Musikakademie in Sarajevo und unterrichtete Musiktheorie im Fach Klavier. Ende der 1990er-Jahre gab sie ihre Professorentätigkeit auf. Ihre rund 20 komponierte Musikwerke sind vor allem für Klavier und Gesang geschrieben.

## Werke von Nada Ludvig-Pečar (Auszug)
- Vivače
- Andante Kantabile
- Presto
- Ponoć
- Večernja Zvijezda
- Moje Dijete
- Djevojčin Jad
- Lira
- Pjesma O Djevojci
- Proljeće